# Regina Bianchi
Pour les articles homonymes, voir Bianchi.
Regina Bianchi, née Regina D'Antigny le 1er janvier 1921 à Lecce dans la région des Pouilles et morte le 5 avril 2013 à Rome dans la région du Latium, est une actrice italienne. Célèbre actrice du théâtre napolitain, collaboratrice fidèle des productions de la famille De Filippo, elle a également exercé son art au cinéma et à la télévision, remportant notamment deux Ruban d'argent de la meilleure actrice dans un second rôle, le premier en 1963 avec La Bataille de Naples (Le quattro giornate di Napoli) de Nanni Loy, le second en 1996 avec Camerieri de Leone Pompucci.

## Biographie
Fille d'acteurs napolitains, avec un père d'origine française, elle naît à Lecce dans les loges d'un théâtre, alors que ses parents étaient en tournée avec une compagnie napolitaine. Elle grandit à Naples et est engagée à l'âge de seize ans par Raffaele Viviani puis par Eduardo De Filippo, qui en fait l'une des actrices les plus populaires du théâtre napolitain d'alors.
Elle travaille ensuite avec Peppino De Filippo lorsque les deux frères se séparent, avant de retrouver Eduardo. Elle devient une actrice célèbre en Italie, proposant des interprétations riches de pathos et de grande humanité, mémorable notamment dans la comédie Filumena Marturano (it) lorsqu'elle remplace Titina De Filippo de 1959 à 1967, sans oublier les pièces Sabato, domenica e lunedì (it), Napoli milionaria! et Questi fantasmi! (it). Elle interprète en outre des rôles issus de pièces de Carlo Goldoni, Federico García Lorca, Bertolt Brecht et Luigi Pirandello et joue pour Luca Ronconi, Luigi Squarzina ou Mariano Rigillo (it).
Au cinéma, elle débute comme actrice en 1939 dans le film d'aventures franco-italien Angélica de Jean Choux et dans le drame Il Socio invisibile de Roberto Roberti. Elle rencontre l'année suivante le réalisateur Goffredo Alessandrini qui la dirige sur le tournage de la comédie Le Pont de verre (Il Ponte di vetro). Ensemble, ils auront deux enfants et c'est sur ses conseils qu'elle interrompt sa carrière en 1942 pour s'occuper d'eux. Elle effectue son retour en 1961 et obtient dès lors de nombreux rôles dans des productions italiennes, parmi lesquels Le Jugement dernier (Il Giudizio universale) de Vittorio De Sica en 1961, La Bataille de Naples (Le quattro giornate di Napoli) de Nanni Loy en 1962 (avec lequel elle remporte un premier Ruban d'argent de la meilleure actrice dans un second rôle l'année suivante), Kaos, contes siciliens (Kaos) des frères Taviani en 1984 (dans lequel elle joue la mère de Pirandello), Camerieri de Leone Pompucci en 1995 (avec lequel elle remporte un second Ruban d'argent), Il giudice ragazzino d'Alessandro Di Robilant (it) en 1994 (nomination au David di Donatello de la meilleure actrice dans un second rôle la même année), Celebrità de Ninì Grassia en 1984 (dans lequel elle joue le rôle de la mère du débutant Nino D'Angelo) ou Les Jours comptés (I Giorni contati) d'Elio Petri en 1962 (dans lequel elle donne la réplique à un Salvo Randone dans l'un de ses meilleurs rôles).
Elle tourne également à plusieurs reprises pour Eduardo De Filippo. Elle participe ainsi à la comédie policière Spara forte, più forte... non capisco, adaptée de la pièce éponyme, et dans quelques téléfilms eux aussi adaptés de pièces de théâtre. Elle côtoie enfin au cours de sa carrière cinématographique d'autres réalisateurs de talent, comme Alfonso Brescia, Eriprando Visconti, Carlo Vanzina, le Français Jacques Deray, Nunzio Malasomma ou Nicola De Rinaldo (it).
À la télévision, outre sa participation à des productions de De Filippo, elle prend part à de nombreuses séries télévisées et téléfilms, comme les séries I Grandi camaleonti d'Edmo Fenoglio (it) en 1964, Gamma de Salvatore Nocita en 1975, Elisa (Elisa di Rivombrosa) en 2003 et Butta la luna en 2006.
Elle décède à Rome en 2013 à l'âge de quatre-vingt douze ans.

## Filmographie

### Au cinéma
- 1939 : Angélica de Jean Choux
- 1939 : Il Socio invisibile de Roberto Roberti
- 1940 : Le Pont de verre (Il ponte di vetro) de Goffredo Alessandrini
- 1940 : Dopo divorzieremo de Nunzio Malasomma
- 1941 : El Marido provisional de Nunzio Malasomma
- 1942 : Dans les catacombes de Venise (I due Foscari) d'Enrico Fulchignoni : Lucrezia Contarini
- 1961 : Le Jugement dernier (Il Giudizio universale) de Vittorio De Sica
- 1961 : Les partisans attaquent à l'aube (Un giorno da leoni) de Nanni Loy
- 1962 : Une histoire milanaise, d'Eriprando Visconti : la mère de  Valeria
- 1962 : Les Jours comptés (I giorni contati) d'Elio Petri
- 1962 : La Bataille de Naples (Le quattro giornate di Napoli) de Nanni Loy
- 1966 : Il Nero de Giovanni Vento
- 1966 : Spara forte, più forte... non capisco d'Eduardo De Filippo
- 1968 : Operazione ricchezza de Vittorio Musy Glory
- 1968 : Temptation de Lamberto Benvenuti
- 1973 : Les Grands Fusils (Tony Arzenta) de Duccio Tessari
- 1977 : Black Journal (Gran bollito) de Mauro Bolognini (doublage voix de Shelley Winters)
- 1977 : Dove volano i corvi d'argento de Piero Livi
- 1980 : Zappatore d'Alfonso Brescia
- 1981 : Carcerato d'Alfonso Brescia
- 1981 : Celebrità de Ninì Grassia
- 1982 : Giuramento d'Alfonso Brescia
- 1982 : Tradimento d'Alfonso Brescia
- 1983 : Stangata napoletana de Vittorio Caprioli
- 1984 : Kaos, contes siciliens (Kaos), de Paolo et Vittorio Taviani (segment Colloquio con la madre)
- 1985 : L'amara scienza de Nicola De Rinaldo (it)
- 1994 : Il giudice ragazzino d'Alessandro Di Robilant (it)
- 1994 : L'Ours en peluche de Jacques Deray
- 1995 : Camerieri de Leone Pompucci
- 1999 : Not registered de Nello Correale (de)
- 1999 : Il Manoscritto di Van Hecken de Nicola De Rinaldo (it)
- 2001 : E adesso sesso de Carlo Vanzina
- 2002 : Sotto gli occhi di tutti de Nello Correale (de)
- 2008 : Ci sta un francese, un inglese e un napoletano d'Eduardo Tartaglia (it)

### À la télévision

#### Séries télévisées
- 1962 : Una tragedia americana
- 1964 : Michele Settespiriti
- 1964 : I grandi camaleonti d'Edmo Fenoglio (it)
- 1970 : Le terre del sacramento
- 1972 : Il marchese di Roccaverdina
- 1975 : Gamma de Salvatore Nocita
- 1977 : Jésus de Nazareth (Jesus of Nazareth) de Franco Zeffirelli
- 1982 : Mia figlia
- 1989 : Un enfant en fuite (Bambino in fuga)
- 1996 : Les Allumettes suédoises
- 2003 – 2004 : Elisa (Elisa di Rivombrosa)
- 2006 – 2007 : Butta la luna
- 2007 : Donna detective

#### Téléfilms
- 1962 : Questi fantasmi d'Eduardo De Filippo
- 1963 : Sabato, domenica e lunedì d'Eduardo De Filippo
- 1963 : Sera di pioggia de Leonardo Cortese
- 1970 : Napoli 1860: La fine dei Borboni d'Alessandro Blasetti
- 1971 : Il laccio rosso de Guglielmo Morandi (it)
- 1977 : Delitto sulle punte de Pino Passalacqua (it)
- 1979 : Rocco Scotellaro de Maurizio Scaparro (it)
- 1998 : Père et prêtre (Padre papà) de Sergio Martino
- 1998 : Vite blindate d'Alessandro Di Robilant (it)

## Distinctions
- Ruban d'argent de la meilleure actrice dans un second rôle en 1963 pour La Bataille de Naples (Le quattro giornate di Napoli).
- Nomination au David di Donatello de la meilleure actrice dans un second rôle en 1994 pour Il giudice ragazzino.
- Nomination au Ciak d'oro de la meilleure actrice dans un second rôle en 1995 pour Camerieri.
- Ruban d'argent de la meilleure actrice dans un second rôle en 1996 pour Camerieri.